# Grupa na schodach
Grupa na schodach (ang. The Staircase Group) – obraz olejny amerykańskiego malarza i wynalazcy Charlesa Willsona Peale. Obraz powstał w 1795 r., a obecnie znajduje się w Philadelphia Museum of Art.

## Opis
Dzieło jest typowym, dowcipnym trompe l’oeil, stworzonym głównie po to, by wprowadzić widza w błąd. Artysta przedstawił swoich dwóch synów, Raphaella i Titiana, stojących w wąskiej klatce schodowej. Rolę ramy pełniła framuga drzwiowa, natomiast przy dolnej krawędzi płótna znajdował się jeden autentyczny schodek. Umieszczony w pracowni artysty obraz sprawiał wrażenie, że w ścianie znajduje się wejście na klatkę schodową. Według przekazów „ofiarą” żartobliwego obrazu stał się George Washington, który usiłował podać namalowanym chłopcom swój kapelusz.